# Trestles
Trestles é uma rompente e zona de surf situada em San Clemente, Califórnia, Estados Unidos.

## Situação geográfica e origem

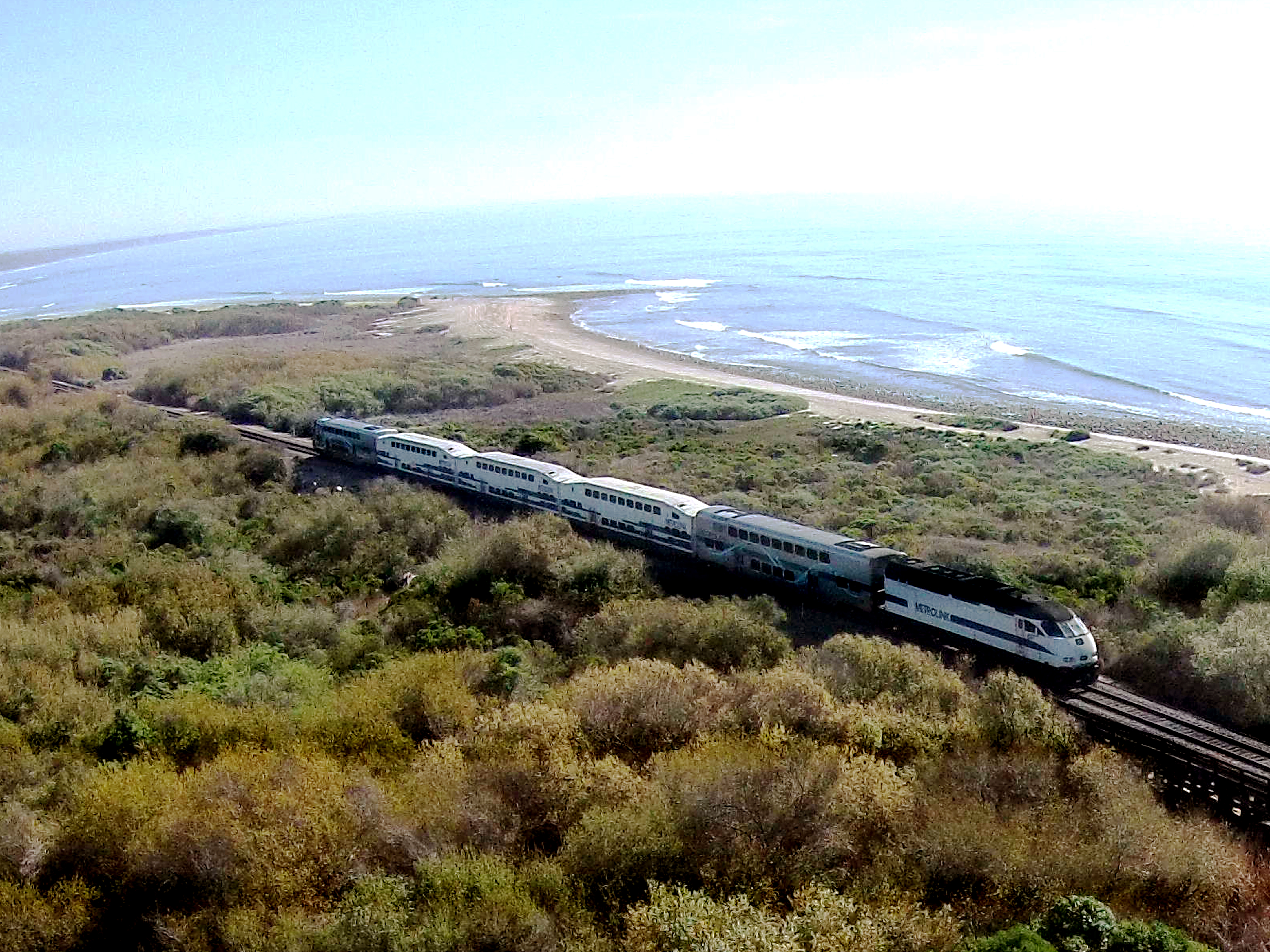
A linha de combois como mesmo nome

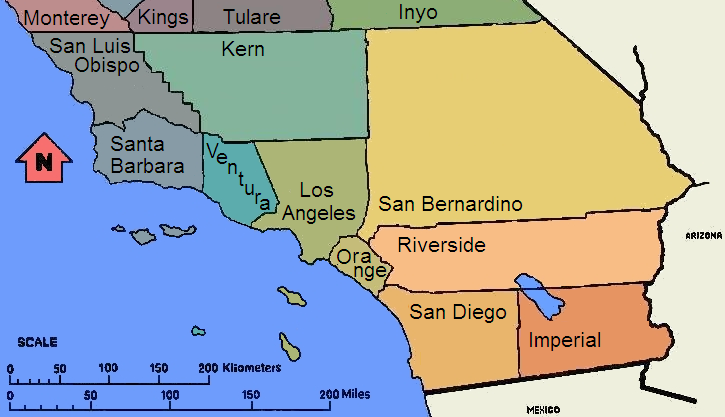
Trestles se encontram na linha costeira que separa os condados de San Diego e Orange

A rompente de Trestles está situada 75 milhas ao sul da cidade de Los Angeles, na linha costeira que separa os condados de San Diego e Orange. Segundo dizem muitos californianos, é uma das zonas de surf com maior consistência de ondas de toda América.
Trestles ("cavavlete") deve seu nome a duas pontes sobre os que cruza o comboio ao baixar à praia.

## Características
As ondas são um híbrido entre beach-break e onda de barra e permitem fazer muitas manobras. O fundo é de cantos rodados ainda que há água suficiente para não se dar com eles.
Trestles formam-no vários picos: Cotton Point, Upper Trestles, Lower Trestles e Church. A cada um deles rompe com uma direção de mar diferente e em diferente época do ano.
Trestles está situada ao norte de uma base das marinha norte-americana. O acesso à praia esteve restringido até 1971 data em que a marinha cedeu os terrenos ao estado de Califórnia.
Até então, a história deste lugar esteve plagada de episódios de surfistas que tinham que se esconder para evitar que suas tabelas fossem conquistadas pela MP (Militar Police).
Numa delas Steve Barilotti comenta na revista especializada Surfing Greatest Misadventures, que os marines confiscaram tantas pranchas que chegaram a ter uma das mais importantes coleções de pranchas de surf do momento (os surfistas levavam as suas melhores pranchas a Trestles) na sala de objetos confiscados de Oceanside.
Nixon pressionou a "a Navy" para que cedesse a praia e o vale de Trestles ao estado de Califórnia algo que ocorreu em 1971 e que, segundo Barilotti, foi a sentença de morte de Trestles.
Atualmente, Trestles é um dos lugares prediletos para os surfistas de todo mundo e é, uma das paradas do ASP World Tour na América do Norte. Esta prova leva se celebrando de maneira oficial pela ASP desde o ano 2000.

## Futuro em perigo
A auto-estrada que sairá desde o vale de San Mateo, justo por trás de Trestles, e que tem previsto ligar com a estrada interestatal 5 para o sul, tem levantado um rio de protestos em seu contra.
E é que, se nada o impede, os carros e o tráfico pesado cruzarão um passo elevado a mais de 20 metros de altura que circunvalará um área de alto valor ecológico.
Como se lamenta Steve Barilotti, "a dura realidade é que se o estado de Califórnia  quisesse cuidar e respeitar Trestles, tê-lo-ia devolvido aos marines."